# Вест-Фелісіана (парафія)
Шаблон:StateAbbr_ 30°52′ пн. ш. 91°25′ зх. д. / 30.87° пн. ш. 91.42° зх. д.
Округ  Вест-Фелісіана (англ. West Feliciana Parish) — округ (парафія) у штаті  Луїзіана, США. Ідентифікатор округу 22125.

## Історія
Парафія утворена 1824 року.

## Демографія
За даними перепису 
2000 року 
загальне населення округу становило 15111 осіб, усе сільське.
Серед мешканців округу чоловіків було 9920, а жінок — 5191. В окрузі було 3645 домогосподарств, 2705 родин, які мешкали в 4485 будинках.
Середній розмір родини становив 3,24.
Віковий розподіл населення поданий у таблиці:
| Стать    | До 15 років | 15-21 | 22-29 | 30-39 | 40-49 | 50-65 | 65-85 | Понад 85 |
| -------- | ----------- | ----- | ----- | ----- | ----- | ----- | ----- | -------- |
| Чоловіки | 1280        | 744   | 1462  | 2308  | 2259  | 1365  | 458   | 44       |
| Жінки    | 1174        | 539   | 448   | 754   | 902   | 786   | 498   | 90       |

## Суміжні округи
- Вілкінсон, Міссісіпі — північ
- Іст-Фелісіана — схід
- Іст-Батон — південь
- Вест-Батон-Руж — південь
- Пуант — південний захід
- Авуаель — північний захід
- Конкордія — північний захід

## Виноски
1. ↑  U.S. Decennial Census. United States Census Bureau. Архів оригіналу за 19 липня 2018. Процитовано 2 вересня 2014.
2. ↑  Historical Census Browser. University of Virginia Library. Архів оригіналу за 26 грудня 2013. Процитовано 2 вересня 2014.
3. ↑  Population of Counties by Decennial Census: 1900 to 1990. United States Census Bureau. Архів оригіналу за 15 вересня 2014. Процитовано 2 вересня 2014.
4. ↑  Census 2000 PHC-T-4. Ranking Tables for Counties: 1990 and 2000 (PDF). United States Census Bureau. Архів оригіналу (PDF) за 18 грудня 2014. Процитовано 2 вересня 2014.
5. ↑  State & County QuickFacts. United States Census Bureau. Архів оригіналу за 22 липня 2011. Процитовано 18 серпня 2013.(англ.) Наведено за англійською вікіпедією.
6. ↑  American FactFinder. Бюро перепису населення США. Архів оригіналу за 26 лютого 2012. Процитовано 31 січня 2008.

| США | Це незавершена стаття з географії США. Ви можете допомогти проєкту, виправивши або дописавши її. |